# 通北林业局
通北林业局，又称通北重点国有林管理局，是一个位于中华人民共和国黑龙江省黑河市北安市的类似乡级单位，亦是中国龙江森林工业集团（黑龙江省森林工业总局）所属的一个林业局，分属松花江林业管理局。
通北林业局始建于1958年，1965年正式投产，地处小兴安岭北缘南支脉布伦山系的缓坡丘陵地带，地跨北安市、海伦市。施业区总面积309,800公顷，其中有林地面积196,818公顷。全局总人口56850人。

## 行政区划
通北林业局下辖以下单位：
第一社区、第二社区、第三社区、第四社区、第五社区、第六社区、第七社区、第八社区、第九社区、第十社区、跃进经营所、曙光经营所、群力经营所、建设林场、双胜林场、红光林场、东方红林场、朝阳林场、卫东林场、前进林场、碧水林场、南北河林场、八二农场、冰趟子林场、群力林场。